# Kammern (Gemeinde Hadersdorf-Kammern)
Kammern ist eine Ortschaft und eine Katastralgemeinde der Marktgemeinde Hadersdorf-Kammern in Niederösterreich. Die Ortschaft hat 360 Einwohner (Stand 1. Jänner 2024). Bis Ende 1970 war Kammern eine eigenständige Gemeinde.
Der Ort befindet sich nördlich von Hadersdorf am Kamp an der linken Seite des Kamps. Im Norden bildet der Heiligenstein den Eingang ins Kamptal.

## Geschichte
Der Grubgraben nördlich von Kammern, der 1870 als Fundplatz entdeckt und 1922 erstmals durch Josef Bayer wissenschaftlich untersucht wurde, gilt als der älteste in Österreich entdeckte Freilandfundplatz des Paläolithikums. In einer systematischen Erforschung in den Jahren 1985–1987 konnten fünf Kulturschichten des Paläolithikums ergraben werden, die sich durch den intensiven Einsatz von Knochenwerkzeugen auszeichnen. Zu den gesicherte Objekten zählen Gebäudereste, Nadeln, Elfenbeinspitzen, Spatel, runde Anhänger, gezähnte Knochenartefakte, ein Lochstab, das Fragment einer Speerschleuder und eine Flöte aus dem Schienbein eines Rentiers.
Der heutige Ort wurde im Jahr 1302 mit 14 Hofstellen erwähnt. Unter dem Herrschaftsbesitzer Heinrich von Zöbing bestanden im Ort ein Hof und 28 Häuser, in Ort waren aber auch die Stifte Göttweig und Hohenfurth begütert. Im 18. Jahrhundert wurden Güter vom Stift Zwettl aufgekauft, welches die Herrschaft Gobelsburg innehatte. Der Feldbau war bedeutend, den Haupterwerbszweig bildete aber der Ausbau von Wein, wie das Stiftsgut Kammern, ein ehemaliger Zwettler Freihof, und andere Bauwerke belegen. Zahlreiche dieser Güter wurden ab 1850 an die örtliche Bevölkerung verkauft.
Der Ort gehörte anfangs zur Pfarre Etsdorf und wurde im Jahre 1760 nach Hadersdorf eingepfarrt.
Laut Adressbuch von Österreich waren im Jahr 1938 in der Ortsgemeinde Kammern zwei Gastwirte, zwei Gemischtwarenhändler und einige Landwirte ansässig.
Die eigenständige Gemeinde Kammern wurde am 1. Jänner 1971 mit Hadersdorf am Kamp zu Hadersdorf-Kammern vereinigt.

## Sehenswürdigkeiten
- Reinprechtsmühle mit einer romantisch-historistische Fassadengliederung, Denkmalschutz (Listeneintrag).

## Personen
- Karl Wasserburger (1831–1908), Arzt in Braunau, vermachte seiner Geburtsgemeinde Kammern 1908 400 Kronen zur Errichtung eines 2. Krankenzimmers für Ortsarme[5]